# Dreux Margit breton hercegné
Dreux Margit (1443 (körül) – Nantes, 1469. szeptember 25.), franciául: Marguerite de Dreux, Duchesse de Bretagne, bretonul: Marc'harid, briñsez aus Breizh, dugez Breizh, latinul: Margareta Britanniae, ducissa Britonum, breton hercegnő a születése révén, házassága okán Bretagne hercegnéje. Stuart Margit francia trónörökösné unokahúga. A Capeting-ház Bretagne-ban uralkodó oldalágának, a Dreux-háznak a tagja.

## Élete
Édesapja I. Ferenc (1414–1450) breton herceg, édesanyja Stuart Izabella (1426–1494/9) skót királyi hercegnő. Anyai nagyapja I. Jakab skót király, III. Róbert skót király és Annabella Drummond fia. Anyai nagyanyja Lancasteri (Beaufort) Johanna, Somerset grófnője, Lancasteri (Beaufort) Jánosnak, Somerset grófjának és Margaret Hollandnek a leányaként Genti János lancasteri herceg unokája és III. Eduárd angol király dédunokája.
Egy húga szőketett, Mária (1444 /körül/–1506/11), akinek a férje II. (Rohan) János (1452–1516), León hercege Bretagne-ban. Porhoët grófja, Rohan algrófja volt, és hét gyermekük született.
Anyja a francia udvarban nevelkedett nővérei társaságában. A nagynénéi közül a legidősebb, Stuart Margit (1424–1445) a francia trónörökösnek, a későbbi XI. Lajos francia királynak volt az első felesége, de meghalt gyermektelenül, amikor Margit még kétéves volt.
Anyját 14 évesen 1441. szeptember 29-én eljegyezték VI. János breton herceggel, de a házasság nem jött létre, mert a herceg a következő évben,  1442. augusztus 29-én 52 évesen meghalt. Ekkor az elhunyt uralkodó 28 éves, két éve megözvegyült fiával és örökösével I. Ferenc breton herceggel kötött házasságot 1442. október 30-án Auray-ban. A házasságukból két lányt született, aki közül az idősebb, Margit 1443-ban vagy akörül született.
Apja 1450. július 17-én halt meg, és mivel fiútestvére nem született, és apjának egyetlen fia az első házasságából még kisgyermekkorában meghalt, így a nagybátyja, apjának az öccse, II. Péter került Bretagne hercegi trónjára. Az ő uralkodása alatt kötött házasságot apja elsőfokú unokatestvérével, Ferenc herceggel 1455. november 13-án vagy november 16-án Vannes-ben. II. Péter gyermektelen halálával az apja és férje nagybátyja, III. Artúr következett 1457-ben, akinek az utóda a következő évben, 1458-ban Margit házastársa lett II. Ferenc néven. Margit hercegné 1463. június 29-én fiút szült, a trónörökös Ferenc herceget, aki viszont két hónaposan augusztus 25-én meghalt. Margit nem szült több gyermeket, 1469-ben ő is elhunyt.
Anyja túlélte az elsőszülött lányát.

## Gyermeke
- Férjétől, II. Ferenc (1433–1488) breton hercegtől, 1 fiú:
  - Ferenc (1463. június 29. – 1463. augusztus 25.) breton trónörökös